# 805 Azerski Batalion Piechoty
805 Azerski Batalion Piechoty (niem. Aserbeidschanische Infanterie Bataillon 805, ros. 805-й азербайджанский пехотный батальон) - oddział wojskowy Wehrmachtu złożony z Azerów podczas II wojny światowej.

## Historia
Batalion został sformowany 21 sierpnia 1942 r. w Jedlni. Na jego czele stanął kpt. Hoch, zaś od 31 grudnia tego roku kpt. Wolf. Liczył ponad 900 Azerów i ok. 40 Niemców. Po dotarciu na front podporządkowano go 111 Dywizji Piechoty gen. Hermanna Rücknagela. Walczył w rejonie Nalczyka i Mozdoka, ponosząc duże straty. W 1943 r. wraz z wojskami niemieckimi wycofał się na Krym, gdzie zwalczał partyzantkę i ochraniał instalacje militarne. W sierpniu 1944 r. uległ zniszczeniu podczas ofensywy Armii Czerwonej.